# Zentropa
Zentropa è una casa di produzione cinematografica della Danimarca, fondata nel 1992 dal regista Lars von Trier e dal produttore Peter Aalbæk Jensen. Ha prodotto più di 70 film ed è stata una delle prime case cinematografiche mainstream a produrre film pornografici indirizzati a un pubblico prettamente femminile. Zentropa è famosa in particolare per aver ideato il manifesto Dogma 95.

## Produzioni (parziali)
- The Kingdom - Il regno (Riget), regia di Morten Arnfred e Lars von Trier  (Miniserie TV 1994–1997)
- La commedia di Dio (A Comédia de Deus), regia di João César Monteiro (1995)
- Le onde del destino (Breaking the Waves), regia di Lars von Trier (1996)
- Constance, regia di Knud Vesterskov (1998)
- Idioti (Idioterne), regia di Lars von Trier (1998)
- Pink Prison, regia di Lisbeth Lynghøft (1999)
- Dancer in the Dark, regia di Lars von Trier (2000)
- HotMen CoolBoyz, regia di Knud Vesterskov (2000)
- Italiano per principianti (Italiensk for begyndere), regia di Lone Scherfig (2000)
- Dogville, regia di Lars von Trier (2003)
- Le cinque variazioni (De fem benspænd), regia di Jørgen Leth e Lars von Trier (2003)
- All About Anna, regia di Jessica Nilsson (2005)
- Manderlay, regia di Lars von Trier (2005)
- Il grande capo (Direktøren for det hele), regia di Lars von Trier (2006)
- Dopo il matrimonio (Efter brylluppet), regia di Susanne Bier (2006)
- In un mondo migliore (Hævnen), regia di Susanne Bier (2010)
- Il sospetto (Jagten), regia di Thomas Vinterberg (2012)
- The Salvation, regia di Kristian Levring (2014)
- La casa di Jack (The House That Jack Built), regia di Lars von Trier (2018)
- Battle, regia di Katarina Launing (2018)
- Un altro giro (Druk), regia di Thomas Vinterberg (2020)
- Riders of Justice (Retfærdighedens ryttere), regia di Anders Thomas Jensen (2020)
- Smagen af sult, regia di Christoffer Boe (2021)
- La terra promessa (Bastarden), regia di Nikolaj Arcel (2023)